# Tom Holland (écrivain)
Pour les articles homonymes, voir Tom Holland et Holland.
 (janvier 2025).
Si vous disposez d'ouvrages ou d'articles de référence ou si vous connaissez des sites web de qualité traitant du thème abordé ici, merci de compléter l'article en donnant les références utiles à sa vérifiabilité et en les liant à la section « Notes et références ».
Tom Holland (né en 1968 à Salisbury, Angleterre) est un écrivain et historien britannique.
Il a adapté Herodote, Homère et Virgile pour la BBC. Il a publié des ouvrages sur la fin de la République romaine et l'installation de l'Empire romain (Rubicon), sur le choc entre l'Empire perse et les cités grecques au Ve siècle av. J.-C. (Persian Fire), ainsi que sur une période relativement récente selon ses critères : celle de la grande panique de l'an 1000 en Europe (Millenium). Dans son quatrième ouvrage historique (In the Shadow of the Sword, Dans l’ombre de l’épée), Holland s'intéresse à la civilisation qui a porté un coup fatal aux Romains et aux Perses : la civilisation islamique arabe.

## Biographie
Tom Holland a étudié dans les universités de Cambridge et d'Oxford. Il vit actuellement à Londres (Grande-Bretagne). 
Il a écrit plusieurs romans, fixés à différentes périodes de l'histoire, allant de l’Égypte ancienne à 1880 à Londres. Il est également l'auteur d'ouvrages historiques.
Il a été le gagnant du prix 2007 Classical Association, attribué à « la personne qui a le plus fait pour promouvoir l'étude de la langue, la littérature et la civilisation de la Grèce antique et de Rome ».
Il est membre du comité de la Société des auteurs et l'Association classique.
II fait aussi partie des historiens à intervenir dans la série Netflix Roman Empire (série télévisée).

## Publications

### Séries
- The Vampyre: Being the True Pilgrimage of George Gordon, Sixth Lord Byron (1995)  (ISBN 0316912271) (publié aux États-Unis sous le titre Lord of the Dead)
- Supping with Panthers (1996)  (ISBN 0316876224) (publié aux États-Unis sous le titre Slave of My Thirst)

### Romans
- Attis (1995)  (ISBN 0749002131)
- Deliver Us from Evil (1997)  (ISBN 0316882488)
- The Sleeper in the Sands (1998)  (ISBN 0316644803)
  - traduction en français : La malédiction des Pharaons, Éd. Presses de la Cité, (1999)  (ISBN 0316648191)
- The Bonehunter (2001)  (ISBN 978-2258050334)

### Fiction
- The Poison in the Blood (2006)  (ISBN 0349119643)

### Ouvrages historiques
- Rubicon: The Triumph and Tragedy of the Roman Republic (2003)  (ISBN 0316861308)
- Persian Fire: The First World Empire and the Battle for the West (2005)  (ISBN 0316726648)
  - traduction en français : Le feu persan : Le premier Empire mondial et la conquête de l'ouest (trad. de l'anglais par Yves du Raden), Éd. Saint Simon, (2025)  (ISBN 978-2374350639)
- In the Shadow of the Sword: The Battle for Global Empire and the End of the Ancient World (2012),  (ISBN 1-4087-0007-7)
  - traduction en français : À l'Ombre de l'épée, Éd. Saint-Simon, (2017), 377 p
- Dynasty: The Rise and Fall of the House of Caesar, Random House,  (ISBN 978-0385537841)
- Athelstan: The Making of England, Allen Lane,  (ISBN 978-0241187814)
- Æthelflæd: England's Forgotten Founder, Ladybird Books,  (ISBN 978-0718188269)
- Dominion: The Making of the Western Mind, Little, Brown,  (ISBN 978-1408706954)
  - traduction en français : Les Chrétiens : Comment ils ont changé le monde (trad. de l'anglais par Olivier Salvatori), Éd. Saint Simon, (2019)  (ISBN 978-2374350196)